# تاکر (آرکانزاس)
تاکر (به انگلیسی: Tucker) یک منطقهٔ مسکونی در ایالات متحده آمریکا است که در شهرستان جفرسون، آرکانزاس واقع شده‌است. تاکر ۶۸٫۸۹ متر بالاتر از سطح دریا واقع شده‌است.